# Алатайкіно
Алата́йкіно (рос. Алатайкино, марій. Алатайкин) — присілок у складі Кілемарського району Марій Ел, Росія. Входить до складу Юксарського сільського поселення.

## Населення
Населення — 130 осіб (2010; 151 у 2002).
Національний склад (станом на 2002 рік):
- марі — 97 %